# Assemblage à mi-bois

Assemblage à mi-bois

Le mi-bois ou assemblage par entaille est un assemblage de charpente entre deux pièces de bois qui se chevauchent. « Mi-bois », signifie à la moitié du bois, repris aussi de manière adjectivale dans la dénomination d'autres assemblages.
La section de chaque pièce est réduite de moitié au droit de l'intersection pour laisser passer l'autre, ce qui permet de conserver la continuité des deux pièces.
Des variantes sont possibles : la proportion entre les deux sections réduites peut être différente, dans ce cas le terme mi-bois devient un abus de langage ; ou bien la surface de contact sera inclinée par rapport au plan dans lequel s'inscrivent les pièces etc.
Par extension, on peut désigner par mi-bois les usinages ou encoches réalisées sur une pièce pour aménager la place à d'autres pièces, même si le contact est de type dur-mou. Dans ce cas la pièce dure reste intacte et la pièce molle est amputée de l'intersection géométrique des deux pièces avant l'usinage, on dit alors que seule la pièce molle contient le mi-bois.